# Pinconning
Pinconning is een plaats (city) in de Amerikaanse staat Michigan, en valt bestuurlijk gezien onder Bay County.

## Demografie
Bij de volkstelling in 2000 werd het aantal inwoners vastgesteld op 1386.
In 2006 is het aantal inwoners door het United States Census Bureau geschat op 1333, een daling van 53 (-3,8%).

## Geografie
Volgens het United States Census Bureau beslaat de plaats een oppervlakte van
2,3 km², geheel bestaande uit land. Pinconning ligt op ongeveer 183 m boven zeeniveau.

## Plaatsen in de nabije omgeving
De onderstaande figuur toont nabijgelegen plaatsen in een straal van 32 km rond Pinconning.